# Helicina (podred)
Nakon isključivanja grupa koje nisu povezane, neformalna grupa Sigmurethra je postala podred Helicina, sa sledećim infraredovima i kolekcijom porodica bez nadporodice:
- Podred Helicina
  - Infrared Arionoidei
  - Infrared Clausilioidei
  - Infrared Helicoidei: formiran od Helicoidea Rafinesque, 1815 i Sagdoidea Pilsbry, 1895[3]
  - Infrared Limacoidei: formiran od originalne limacoid klade
  - Infrared Oleacinoidei[4]
    - Oleacinoidea: formiran od originalnih Testacelloidea ali sa isključenom familijom Testacellidae;
    - Haplotrematoidea: formiran od originalnih Rhytidoidea i Haplotrematidae[5]

  - Infrared Orthalicoidei
  - Infrared Pupilloidei (Orthurethra)
  - Infrared Rhytidoidei
  - Infrared Succineoidei (Elasmognatha)
  - Infrared Helicina